# Театар фест Добој
Театар фест Добој је културна манифестација Републике Српске која за циљ има популаризацију позоришне умјетности, првенствено презентацију монодраме, а одржава се сваке године у току мјесеца маја, као један од значајнијих манифестација. Ова манифестација се организује у посљедњих 18 година, што представља изузетан рад и организацију манифестација оваквог типа. Поред Театар феста, који се организује такође у мјесецу мају, Театар фест Добој је један од значајних позоришних манифестација у Републици Српској.

## Историјат
Као и друге сличне манифестације, у земљи и региону, Театар фест Добој је почео рад прије 18 година. Главни циљ организовања овог типа манифестације јесте окупљање младих, професионалних умјетничких скупина из земље и региона, Србије, Црне Горе и Хрватске, као и промоција позоришта и враћање позоришног живота међу младе у данашњем времену. Од оснивања до данас сваке године се одржава крајем мјесаца маја.
Принцип рада је такав да се заинтересована позоришта пријављују путем пријава које су доступне свим заинтересованим за учешће. Након пријава жири доноси се одлука о томе који позоришни комади ће се представити публици. Одлуку о побједницима феста доноси трочлани жири који чини истакнуте позоришне личности. Све представе се изводе у добојском Центру за културу и образовање.

## 2016
Године 2016. организован је 17. по реду Театар фест Добој. Фест је отворио поздравним рјечима Војин Ћетковић.
Током такмичарског дијела наступили су првог дана позориште Звездара театар са представом под називом „Ноћ богова”, док су другог такмичарског дана наступили Народно позориште Тузла са представом „Будала на вечери”. Наредних дана наступило је и Шабачко позориште са представом „Кидај из моје кухиње”, Град позориште из Градишке са представом „Кумови”, Народно позориште из Бањалуке са представом „Синови умиру први”. Посљедњи дан су наступили глумци из Градског позоришта Јазавац из Бањалуке са представом „Цијело тијело ме боли”, коју су извели у ревијалном дијелу.
Жири су чинили Владо Керошевић, Јованка Стојчиновић Николић и Гордана Васић.

### Награде
Побједник 2016. године је било Народно позориште Републике Српске.
Поред тога додјељене су и друге награде. За најбољу глумицу је проглашена Наташа Иванчевић за улогу Ранке из представе „Синови умиру први”, док је за најбољег глумца проглашен Александар Стојковић из исте представе. Специјалне награде за глуму су додјељене Едису Жилићу из тузланског народног позоришта, као и Марку Мисирачи, из Народног позоришта Републике Српске.

## 2017
Као и 2016. године Театар фест се организовао у добојском Центру за културу и образовање. Године 2017. од пријављених 25 представа публици се представило њих шест. Театар фест је званично отворила глумица Даница Максимовић и трајао је од 29. марта до 2. јуна. Жири за Театар фест је био у саставу као и 2016. године, Владо Керошевић, Јованка Стојчиновић Николић и Гордана Васић
Од учесника у такмичарском дијелу су се представили „Будва- град театра” и „Смарт студио” из Београда са представом „Индиго”. Наредних дана су своје представе одиграли и Народно позориште Републике Српске са представом „Подвала”, Босанско народно позориште из Зенице са представом „Глуха свадба”. Наредних такмичарских дана добојској публици представили су се „Керекеш театар” из Вараждина са представом „Скупштина”, а последњи дан су наступили глумци из „ГМР продукције” који су одиграли представу под називом „Прича се по граду”.
У ревијалном дијелу се представило и Градско позориште Јазавац из Бањалуке са представом „Пиџама за шестеро”.

### Награде
Награда за најбољу представу проглашена је предсатава „Глуха свадба” у извођењу Босанског народног позоришата. Поред ове награде такође су додјељене и: награда за најбољу глумицу фестивала, за коју је проглашена Олга Одановић, за улогу мајке у представи „Прича се по граду”, у извођењу ГМР продукције из Београда, док је награду за најбољег глумаца отишла Љубиши Савановићу, за улогу Неше у представи "Подвала", у извођењу Народног позоришта Републике Српске.
Специјална награда за глуму уручена је Лани Делић из Босанског народног позоришта из Зенице.